# فينيسيوس جونيور
فينيسيوس جوزيه بايكساو دي أوليفيرا جونيور (مواليد 12 يوليو 2000) المعروف بـ فينيسيوس جونيور (تلفظ برتغالي: /viˈnisjus ˈʒũɲoʁ/)، هو لاعب كرة قدم برازيلي يلعب في مركز الجناح مع نادي ريال مدريد في الدوري الإسباني والمنتخب البرازيلي. يُعتبر أحد أفضل اللاعبين في العالم، وهو معروف بمهاراته في المراوغة والسرعة العالية والتسديد.
ولد فينيسيوس في مدينة ساو غونسالو بولاية ريو دي جانيرو، وبدأ مسيرته الاحترافية مع نادي فلامنغو، حيث شارك لأول مرة مع الفريق الأول في عام 2017، في سن السادسة عشر عام.بعد بضعة أسابيع، كان فينيسيوس موضوع انتقال إلى نادي ريال مدريد الإسباني، الذي وقع من معه في صفقة بقيمة 38 مليون جنيه إسترليني، وهو رقم قياسي وطني للاعب تحت 18 عامًا. أصبح الانتقال ساريًا بعد عيد ميلاده الثامن عشر، مع ظهور فينيسيوس لأول مرة للنادي في موسم 2018–19. مع مرور المواسم، أثبت فينيسيوس نفسه كلاعب بارز في ريال مدريد، وساهم في فوز النادي بثنائية الدوري الإسباني ودوري أبطال أوروبا مرتين، حيثُ سجل هدف الفوز في نهائي 2022 ونهائي 2024، واختُير أفضل لاعب في البطولة لعام 2024.
في المراحل السنية مع البرازيل، كان لاعبًا حاسمًا في الفوز ببطولة أمريكا الجنوبية تحت 15 سنة لعام 2015 وبطولة أمريكا الجنوبية تحت 17 سنة لعام 2017، حيثُ أنهى البطولة كهداف. ظهر لأول مرة مع المنتخب الأول في عام 2021 وساعد بلاده في الوصول إلى المركز الثاني في كوبا أمريكا 2021 ومثلهم في كأس العالم 2022 في قطر وكوبا أمريكا 2024 في الولايات المتحدة.

## مسيرته الكروية

### بدايته المبكرة
بدأ فينيسيوس جونيور مسيرته في كرة القدم في عام 2006 عندما أخذه والده إلى أحد مكاتب فلامنغو الفرعية في حي موتوا في ساو غونسالو حيث كان يعيش. وصفته وثيقة النادي الخاصة به بأنه ظهير أيسر.
ينحدر فينيسيوس من عائلة برازيلية من أصول أفريقية فقيرة، وذهب للعيش في أبوليساو مع عمه يوليسيس، لتقصير المسافة إلى مقر التدريبات الخاص بنادي فلامنغو. بدأ في تلقي المساعدة المالية من فلامنغو وكذلك المساعدة من رجال الأعمال.
بين عامي 2007 و2010، حضر فينيسيوس دروس كرة القدم داخل الصالات في مدرسة فلامنغو في ساو غونزالو في كانتو دو ريو، وهو نادٍ مشهور يقع في وسط نيتيروي.
في عام 2009، عندما كان فينيسيوس في التاسعة من عمره، خاض تجربة كرة الصالات مع فلامنغو. لاحظ النادي إمكاناته، ولكن نظرًا لصغر سنه، طُلب منه العودة في العام التالي. ومع ذلك، قرر أنه يريد لعب كرة القدم، وليس كرة الصالات، ولم يعد. في أغسطس 2010، اجتاز فينيسيوس اختبارات كرة القدم في فلامنغو.

### فلامنغو

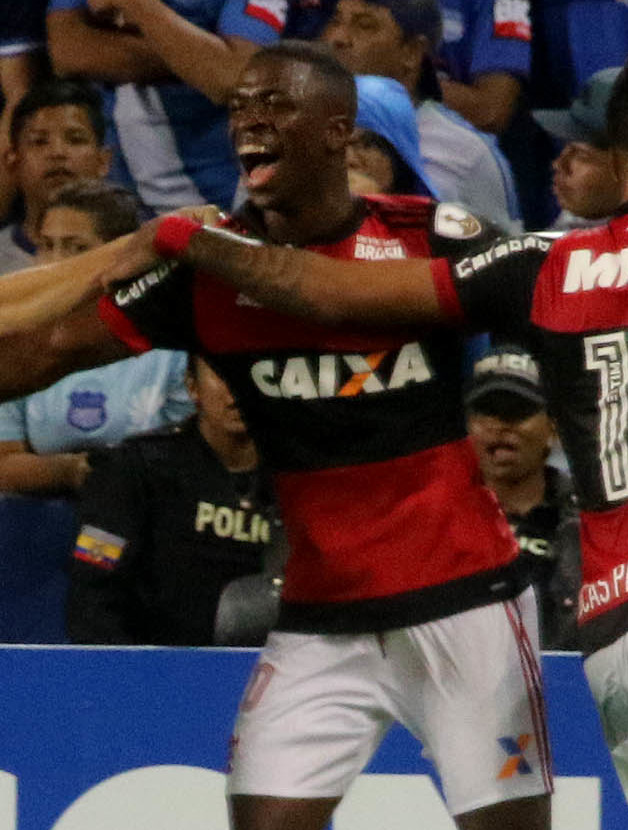
فينيسيوس جونيور مع فلامنغو في كوبا ليبرتادوريس 2018

في 9 مايو 2017 في سن ال 16، بدأ فينسيوس رسميا المشاركة في التدريب والأنشطة مع فريق فلامنغو الأول، وأرتدى القميص رقم 20.
شارك فينيسيوس لأول مرة مع فلامنغو في 13 مايو 2017 كبديل في الدقيقة 82 في مباراة التعادل 1–1 في الدوري البرازيلي أمام أتلتيكو مينييرو. بعد ذلك بيومين مدد عقده مع النادي من عام 2019 حتى عام 2022، مع زيادة كبيرة في الراتب وزيادة الشرط الجزائي من 30 مليون يورو إلى 45 مليون يورو. جاء تجديد العقد هذه كجزء من عملية انتقال فينسيوس إلى ريال مدريد، وهو اتفاق تم التوصل إليه بين الناديين في مدينة جافيا في ذلك الأسبوع مع الالتزام ببيع اللاعب الشاب في يوليو 2018.
في 10 أغسطس 2017، سجل فينيسيوس أول هدف في مسيرته المهنية في الدور الثاني من بطولة كوبا سود أمريكانا في المباراة الثانية ضد بالستينو في مباراة الفوز 5–0. حيث سجل هدف فلامنغو الخامس في المباراة بعد دخوله بـ30 ثانية. في 19 أغسطس 2017، سجل فينيسيوس أول أهدافه في الدوري البرازيلي مع نادي فلامنغو، في مباراة الفوز 2–0 على أتلتيكو غويانيينسي.
في 11 يونيو 2017، شارك فينسيوس في أول مباراة له كأساسي، وأنتهت بالتعادل 1–1 أمام أفاي. لكن لم يلعب سوى 68 دقيقة.
في 19 أغسطس 2017، في مباراة الفوز 2–0 على أتلتيكو غويانيينسي، لعب فينيسيوس المباراة كاملة للمرة الأولى وكان حاسم في المباراة حيث سجل هدفي فريقه في الشوط الثاني.
في 10 يونيو 2018، لعب فينيسيوس أول نهائي مع فلامنغو على ملعب ماراكانا ضد بارانا مع زميله فيليبي فيزو الذي كان من المحتمل انتقاله إلى أودينيزي. وفازوا بالنهائي بنتيجة 2–0.

### ريال مدريد
في 23 مايو 2017، وقع نادي ريال مدريد الإسباني عقدًا لشراء فينيسيوس، يسري مفعول العقد بعد عيد ميلاده الثامن عشر في 12 يوليو 2018 (حيث أن سن 18 هو الحد الأدنى لسن الانتقال الدولي). قام بالانتقال مقابل 46 مليون يورو، والذي كان في ذلك الوقت، ثاني أغلى عملية بيع للاعب في تاريخ كرة القدم البرازيلية (خلف نيمار فقط)، وهو أكبر مبلغ يتلقاها نادٍ برازيلي مقابل صفقة انتقال، و أعلى مبلغ على الإطلاق يدفعه نادٍ مقابل لاعب كرة قدم تحت سن 19 سنة. كان من المقرر في الأصل أن يعود إلى البرازيل على سبيل الإعارة في يوليو 2018.

#### 2018–21: التطور والتكيف في إسبانيا
في 20 يوليو 2018، تم تقديمه رسميًا كلاعب لريال مدريد. تم إعطاؤه الرقم 28 مع الفريق. شارك لأول مرة في 29 سبتمبر، حيث دخل بديلاً في الدقيقة 87 في مباراة التعادل السلبي ضد أتلتيكو مدريد. شارك فينيسيوس لأول مرة كأساسي في 31 أكتوبر بفوزه 4–0 خارج ملعبه على مليلية، حيث ساهم في صناعة أهداف كل من ماركو أسينسيو وألفارو أودريوزولا فيما اختارته ماركا كرجل المباراة. سجل هدفه الأول في 3 نوفمبر، بعد 10 دقائق من دخوله كبديل في الفوز 2–0 ضد بلد الوليد. سجل أربعة أهداف بين أول مشاركة له في 29 سبتمبر و 7 فبراير 2019. في 6 مارس، أصيب في الرباط أثناء الخسارة أمام أياكس، والتي أنهت موسمه.
في 11 ديسمبر 2019، سجل هدفه الأول في دوري أبطال أوروبا في مباراة الفوز 3–1 خارج أرضه على كلوب بروج في موسم 2019–20. في 1 مارس 2020، سجل فينيسيوس الهدف الأول في مباراة الفوز 2–0 في الكلاسيكو أمام برشلونة على ملعب سانتياغو برنابيو، ليُعيد الملكي إلى صدارة ترتيب الدوري. شارك في 29 مباراة خلال موسم الدوري، وسجل ثلاثة أهداف، حيث فاز ريال مدريد بلقب الدوري الإسباني 2019–20.
في 6 أبريل 2021، سجل فينيسيوس ثنائية ضد ليفربول في مباراة فوز ريال مدريد 3–1 في ذهاب ربع نهائي دوري أبطال أوروبا. تأهل ريال مدريد إلى الدور نصف النهائي حيث خسر أمام البطل لاحقًا تشيلسي.

#### 2021–22: سطوع نجمه مع الفريق الأول، والفوز بدوري أبطال أوروبا
بدأ فينيسيوس موسم 2021–22 بتسجيل الهدف الرابع لريال مدريد في الفوز 4–1 خارج ملعبه أمام ألافيس في اليوم الافتتاحي لموسم الدوري الإسباني. في 22 أغسطس، سجل هدفين أمام ليفانتي بعد نزوله من مقاعد البدلاء، مما أكسبه مكانًا في الفريق الأول، متقدمًا على إدين هازارد. في 30 أكتوبر، سجل هدفين ليقود ريال مدريد للفوز 2–1 على إلتشي ليتصدر ترتيب الدوري الإسباني. كان الهدفان السادس والسابع له في الدوري، والثامن والتاسع بشكل عام، متجاوزًا إجمالي أهدافه البالغة ستة أهداف في جميع المسابقات خلال موسم 2020–21 في 14 مباراة فقط. في 12 مايو 2022، سجل أول هاتريك له مع ريال مدريد في الفوز 6–0 على ليفانتي.
في 28 مايو، سجل الهدف الوحيد في الفوز 1–0 على ليفربول في نهائي دوري أبطال أوروبا ليحقق مدريد رقمه القياسي الرابع عشر في دوري أبطال أوروبا. أنهى فينيسيوس موسم 2021–22 باعتباره ثاني أفضل هداف لريال مدريد برصيد 22 هدفًا في جميع المسابقات، خلف شريكه المهاجم كريم بنزيما. كما اختاره الاتحاد الأوروبي لكرة القدم كأفضل لاعب شاب في دوري أبطال أوروبا لهذا الموسم. واختُير ضمن فريق الموسم في دوري أبطال أوروبا 2021–22.

#### 2022–23: جائزة الكرة الذهبية لكأس العالم للأندية، نصف نهائي دوري أبطال أوروبا، ووراثة القميص رقم 7
في 11 فبراير، هزم ريال مدريد نادي الهلال السعودي بنتيجة 5-3 في نهائي كأس العالم للأندية 2022 حيثُ سجل فينيسيوس هدفين ليحصل على جائزة أفضل لاعب في البطولة ويحقق لقبه الثاني في كأس العالم للأندية. في 21 فبراير 2023، سجل فينيسيوس هدفين في الشوط الأول ليقود ريال مدريد إلى فوز مثير بنتيجة 5-2 على ليفربول في أنفيلد خلال مباراة الذهاب من دور الـ16.
في 9 مايو 2023، كان لفينيسيوس دور كبير في أداء ريال مدريد في مباراة الذهاب من نصف النهائي ضد مانشستر سيتي حيثُ سجل هدفًا مذهلاً من مسافة بعيدة في الدقيقة 36. إلى جانب زملائه رودريغو وكريم بنزيما، صنع العديد من الفرص، مما أبرز قوة ريال مدريد في الهجمات المرتدة ضد سيطرة مانشستر سيتي على الاستحواذ. انتهت المباراة في النهاية بالتعادل 1-1. ولكن، في مباراة الإياب من نصف النهائي، عانى ريال مدريد من هزيمة ثقيلة بنتيجة 4-0 أمام مانشستر سيتي، مما أدى إلى خروجه من دوري الأبطال. واختُير في تشكيلة الموسم.
في أعقاب رحيل هازارد، أكد ريال مدريد أن فينيسيوس، الذي كان يرتدي سابقًا القميص رقم 20، سيرتدي القميص الشهير رقم 7 للنادي، والذي ارتداه سابقًا كريستيانو رونالدو وراؤول، اعتبارًا من موسم 2023–24.

#### 2023–24: مساهمات حاسمة في الدوري الإسباني، التعافي من الإصابة، تجديد العقد، والتتويج بلقب دوري أبطال أوروبا للمرة الثانية
في 19 أغسطس 2023، سجل فينيسيوس هدف حاسم في مباراة الدوري الإسباني ضد ألميريا مساهمًا في فوز ريال مدريد إلى جانب زميله جود بيلينغهام الذي سجل الهدفين السابقين. في 25 أغسطس 2023، تعرض فينيسيوس لإصابة في العضلة ذات الرأسين الفخذية اليمنى خلال مباراة في الدوري ضد سيلتا فيغو، وهي المباراة التي انتهت بفوز ريال مدريد 1–0. في 27 سبتمبر 2023، عاد فينيسيوس للمشاركة في مباراة الدوري ضد لاس بالماس بعد تعافيه من الإصابة. وفي 3 أكتوبر، سجل أول هدف له في دوري أبطال أوروبا 2023–24 مسجلًا هدف التعادل 1-1 في مباراة خارج الديار ضد نابولي والتي انتهت بفوز ريال مدريد 3-2.
أعلن ريال مدريد في 31 أكتوبر 2023 عن تجديد عقد فينيسيوس حتى 30 يونيو 2027. في 14 يناير 2024، سجل فينيسيوس هاتريك بفوز الفريق 4-1 على برشلونة في نهائي كأس السوبر الإسباني 2024. في 30 أبريل، سجل هدفين في تعادل الفريق 2-2 ضد بايرن ميونخ في مباراة الذهاب من نصف نهائي دوري الأبطال؛ ليُصبح بذلك قد سجل في هذا الدور للموسم الثالث على التوالي، بالإضافة إلى وصوله إلى 20 هدفًا في جميع المسابقات للموسم الثالث على التوالي.
في 1 يونيو 2024، سجل فينيسيوس هدفًا بفوز الفريق 2-0 على بوروسيا دورتموند في نهائي دوري أبطال أوروبا 2024 محققًا لقبه الثاني في البطولة. وعند عمر 23 عامًا و325 يومًا، أصبح أصغر لاعب يسجل في نهائيين لدوري أبطال أوروبا محطماً رقم ليونيل ميسي بـ 13 يومًا. وبعد يومين، اختُير فينيسيوس كأفضل لاعب في دوري أبطال أوروبا للموسم 2023–24 بعد تسجيله 6 أهداف وصناعته 5 تمريرات حاسمة في مسيرة ريال مدريد في دوري أبطال أوروبا.

## مسيرته الدولية

### 2015–2019: النجاح على مستوى الشباب
في 30 أكتوبر 2015، استُدعي فينيسيوس إلى منتخب البرازيل تحت 15 سنة من قبل المدرب غويلهيرم ديلا ديا للمشاركة في كوبا أمريكا تحت 15 سنة 2015. فاز فينيسيوس والبرازيل بلقب البطولة تحت 15 عامًا، وكان ثاني هدافي البطولة برصيد سبعة أهداف. اُختير كأفضل لاعب في البطولة، واستمر في تقديم أداء مميز مما ساعده على إقناع نادي فلامنغو بالتوقيع معه في سن الـ16. في 24 يونيو 2016، استُدعي فينيسيوس للمشاركة في مباراة ودية ضد تشيلي تحت 17 عامًا وسجل هدفين وصنع هدفين آخرين بفوز المنتخب 4-2.
في مارس 2017، شارك فينيسيوس لأول مرة في كوبا أمريكا تحت 17 سنة 2017 مع البرازيل، وسجل هدفًا بفوز الفريق 3-0 على بيرو. في الأدوار النهائية، سجل هدفين بفوز الفريق 3-0 على الإكوادور وهدفين آخرين في الفوز 3-0 على كولومبيا، ليضمن للبرازيل التأهل إلى كأس العالم تحت 17 سنة 2017 في الهند، حيثُ احتلت البرازيل المركز الثالث (دون مشاركة فينيسيوس). بعد قيادته للبرازيل للفوز ببطولة أمريكا الجنوبية تحت 17 سنة، اختُير كأفضل لاعب في البطولة وكان هداف البطولة برصيد سبعة أهداف.

### 2019–: الظهور مع الفريق الأول وكأس العالم

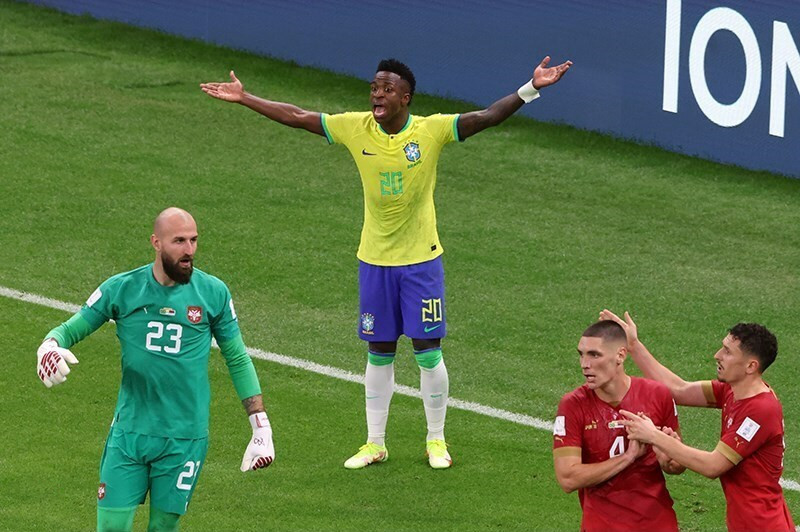
فينيسيوس جونيور مع البرازيل في كأس العالم 2022 ضد صربيا

في 28 فبراير 2019، تم استدعى فينيسيوس إلى منتخب البرازيل الأول لأول مرة في المباريات الودية ضد بنما وجمهورية التشيك. ومع ذلك، فقد تعرض لإصابة أثناء لعبه مع ريال مدريد، وتم استدعاء دافيد نيريس بديلاً عنه في مارس. في مايو 2019، تم استبعاده من تشكيلة البرازيل المؤلفة من 23 لاعباً للمشاركة في كوبا أمريكا 2019 من قبل المديرالفني تيتي. شارك أخيرًا في أول مباراة دولية له في 10 سبتمبر 2019، كبديل في الدقيقة 72 في هزيمة البرازيل 1–0 أمام بيرو.
اختُير فينيسيوس في قائمة كوبا أمريكا 2021 من قبل تيتي في 9 يونيو 2021، والتي أُقيمت على أرض وطنه. شارك كبديل في هزيمة منتخبه 1–0 أمام الأرجنتين في المباراة النهائية يوم 10 يوليو.
في 24 مارس 2022، سجل فينيسيوس هدفه الأول مع المنتخب الوطني، في الفوز 4–0 على أرضه ضد تشيلي في مباراة بتصفيات كأس العالم 2022 على ملعب ماراكانا.
في 7 نوفمبر 2022، استُدعي فينيسيوس إلى قائمة البرازيل المشاركة في كأس العالم 2022 من قبل المدرب تيتي. في أول مباراة في المجموعات ضد صربيا في 24 نوفمبر، صنع فينيسيوس الهدف الثاني لريتشارليسون مما ساعد البرازيل على الفوز 2-0. سجل فينيسيوس أول هدف له في كأس العالم بفوز الفريق 4-1 على كوريا الجنوبية في دور الـ16 في 5 ديسمبر، كما صنع هدفًا للوكاس باكيتا مما ساعد البرازيل على التأهل إلى ربع النهائي. ومع ذلك، أُقصي البرازيل بعد أربعة أيام على يد كرواتيا بركلات الترجيح بنتيجة 4-2 بعد التعادل 1-1.
في 26 مارس 2024، تولى فينيسيوس شارة قيادة المنتخب لأول مرة في مباراة ودية ضد إسبانيا في ملعب سانتياغو برنابيو، ملعب ناديه ريال مدريد.
في كوبا أمريكا 2024، سجل فينيسيوس أول هدفين له في البطولة في مباراة البرازيل الثانية ضمن المجموعة والتي انتهت بفوز 4-1 على الباراغواي، كما تلقى بطاقة صفراء؛ وحصل على بطاقة أخرى في آخر مباراة لفريقه في المجموعة، والتي انتهت بالتعادل 1-1 مع كولومبيا، مما جعله يغيب عن مباراة ربع النهائي. في غيابه، أُقصي البرازيل بركلات الترجيح 4-2 بعد التعادل السلبي مع الأوروغواي.

## أسلوب اللعب

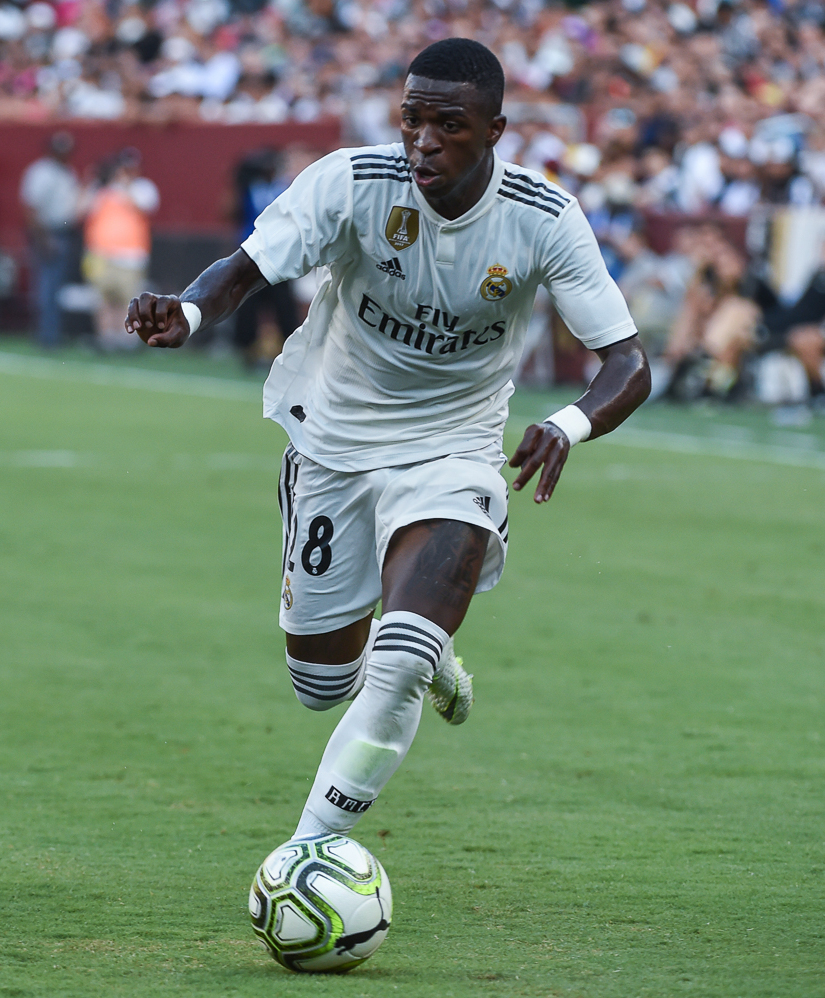
فينيسيوس يلعب مع ريال مدريد في 2018

بعد فترة وجيزة من وصوله إلى ريال مدريد في يوليو 2018، وصف الصحفي ديرموت كوريجان من ESPN FC فينيسيوس بأنه يلعب في «مركز الجناح الأيسر أو المهاجم الثاني». لاعب متعدد الاستخدامات، على الرغم من أنه عادةً ما يتم استخدامه على الجهة اليسرى، إلا أنه قادر على اللعب في أي مكان في الخط الأمامي، كما تم استخدامه على اليمين أو في المنتصف. امتلاكه لسرعة هائلة، وخفة حركة، وتوازن، وتقنية، ومهارة، ومهارات المراوغة، والتحكم الدقيق في السرعة، بالإضافة إلى القوة الكبيرة والقوة البدنية والخداع بالكرة، على الرغم من بنيته النحيلة، معروف بقدرته على الجري بين المدافعين، وتغيير اتجاهه بسرعة، والتغلب على الخصوم في موقف واحد ضد واحد أثناء استحواذه على الكرة.
يُعتبر لاعبًا شابًا واعدًا، كما يُعتبر جناحًا صغيرًا وديناميكيًا وبارعًا ومجتهدًا وذكياً، مع مخاطرة منخفضة، بالإضافة إلى تمريرات ووعي مثير للإعجاب. علاوة على ذلك، فهو معروف بقدرته على تقديم تمريرات حاسمة لزملائه؛ وقادر أيضًا على تسجيل الأهداف بنفسه، فقد استشهد النقاد بتسديداته وتسجيله للأهداف كأشياء تحتاج إلى التحسين. في يونيو 2017، احتل فينيسيوس المركز 39 على قائمة صحيفة التلغراف لأفضل لاعبين تحت 21 سنة في العالم. وكان اللاعب الوحيد الذي ظهر بالقائمة وهو يلعب في أمريكا الجنوبية في ذلك الوقت. في نوفمبر 2018، أشاد المهاجم الأرجنتيني الدولي السابق خوسيه لويس كالديرون «بحماس فينيسيوس العام، وقدرته على تحقيق الأشياء، وسرعته، وحقيقة أنه مختلف، وحقيقة أنه جريء. باختصار، لديه شرارة يمكن أن يستخدمها الفريق كانت واضحة في المباريات الأخيرة.»
خلال موسم 2021–22، شهد فينيسيوس موسمًا استثنائيًا مع ريال مدريد، حيثُ ارتفع معدل تسجيله وصناعته للأهداف بشكل كبير، مما مكنه من تشكيل شراكة هجومية فعّالة من الجناح الأيسر مع زميله كريم بنزيما. وحول تحسن أدائه، صرح فينيسيوس في ديسمبر 2021: «أعتقد أنني تحسنت في العديد من الأشياء، لكن خصوصاً في هدوئي أثناء اللعب، حيث أصبحت أقوم بالأمور بتركيز أكبر وجودة أعلى.» كما أشاد مدربه كارلو أنشيلوتي بجهوده الدفاعية وتمركزه، إلى جانب قدراته الإبداعية ومهاراته الهجومية، موضحاً أنه تمكن من تحسين معرفته التكتيكية ولياقته البدنية على مدار الموسم، بالإضافة إلى مهارته في إنهاء الهجمات. وبسبب أداؤه أصبح يُقارن في الصحافة الإسبانية مع مواطنه نيمار. عقب هدفه في نهائي دوري أبطال أوروبا 2022، وصف نيمار فينيسيوس بأنه «أفضل لاعب في العالم.» وفي وقت لاحق من ذلك الشهر، صنف إد ماكامبريدج من فور فور تو فينيسيوس كثاني أفضل جناح أيسر في العالم. في موسم 2023–24، استخدم أنشيلوتي فينيسيوس في دور حر كمهاجم أو جناح أيسر في تشكيل 4–3–1–2 حيثُ كان يتمتع بحرية التحرك إلى الأطراف أو تبديل المراكز مع رودريغو في الجانب الآخر من الملعب.

## النشاط

### النشاط المناهض للعنصرية
في بعض الحوادث الفردية عام 2023، تعرض فينيسيوس لهتافات وإساءات عنصرية من جماهير كرة القدم في إسبانيا، بما في ذلك تعليق دمية له مشنوقة على جسر في مدريد. في 23 مايو 2023، ألقت الشرطة الإسبانية القبض على أربعة رجال بتهمة التورط في حادثة الدمية. ورداً على ذلك، أدان فينيسيوس الدوري الإسباني لِما اعتبره تطبيعاً للعنصرية، ودعا إلى اتخاذ تدابير أكثر صرامة وفرض عقوبات لمكافحة السلوك العنصري. في 22 مايو 2023، أصدر نادي ريال مدريد بياناً رسمياً يدين بشدة الإساءة العنصرية ضد فينيسيوس، واعتبر النادي هذا الفعل هجوماً مباشراً على النموذج الديمقراطي للتعايش في إسبانيا، حيثُ أبلغ النادي عن الحادثة باعتبارها "جريمة كراهية" إلى النيابة العامة الإسبانية مع الاحتفاظ بحقه في الدخول كمدعٍ خاص في أي إجراءات قانونية لاحقة. في 15 يونيو 2023، اختير فينيسيوس من قبل رئيس الفيفا جياني إنفانتينو لقيادة لجنة خاصة لمكافحة العنصرية تحت إشراف الفيفا تتألف من عدة لاعبين.

### ردود الفعل العامة
يعتقد بعض الخبراء أن الغضب العالمي ودعوات الدعم لفينيسيوس عقب موقفه ضد العنصرية قد يشكلان نقطة تحول في مكافحة العنصرية في كرة القدم وفي إسبانيا بشكل عام. ذكر غاي هيدجوك من بي بي سي نيوز أن القضية تجاوزت حدود إسبانيا ورياضة كرة القدم، حيثُ بدأ شخصيات عامة من جميع أنحاء العالم في دعم ما يمثله فينيسيوس. وأعرب الرئيس البرازيلي لويس إيناسيو لولا دا سيلفا عن تضامنه مع فينيسيوس وأدان العنصرية، داعيًا الفيفا وغيرها من الهيئات الرياضية إلى اتخاذ إجراءات صارمة ضدها. وأطفئت أضواء تمثال المسيح الفادي الشهير في البرازيل دعمًا لفينيسيوس بعد تعرضه لهتافات عنصرية من مشجعي فالنسيا في ملعب ميستايا بإسبانيا. كتب شون غريغوري في مجلة تايم قائلاً: «إن تأثيرات الإساءات العنصرية في أكثر الألعاب شعبية في العالم تمتد إلى ما هو أبعد من جدران الملعب، وإن استمرار هذه الظاهرة في عام 2023 يشكل وصمة عار على ما يسمى باللعبة الجميلة.» وفي ريو دي جانيرو، قدم ممثلو أكثر من 150 مجموعة من النشطاء والمنظمات غير الربحية خطابًا إلى القنصلية الإسبانية مطالبين بالتحقيق في تصرفات الدوري الإسباني ورئيسه. هدد فلافيو دينو، وزير العدل البرازيلي، إسبانيا بتطبيق مبدأ "الولاية القضائية الخارجية" في قضية العنصرية ضد فينيسيوس، وهو مبدأ قانوني يحمي حقوق الإنسان للبرازيليين. وعبّر العديد من الشخصيات الرياضية من جميع أنحاء العالم، بما في ذلك بطل العالم في فورمولا 1 لويس هاميلتون، والمدربين تشافي وكارلو أنشيلوتي، واللاعب السابق ريو فيرديناند، بالإضافة إلى أندية مثل ريال مدريد للسيدات وريال مدريد لكرة السلة، ولاعبين مثل ديدييه دروغبا، كيليان مبابي، إينياكي ويليامز، رافينيا، رونالدو، نيمار، ورفائيل لياو عن دعمهم له. تمت الموافقة على قانون لمكافحة العنصرية (قانون فيني جونيور) وسُمي باسمه وينص القانون على إيقاف أو تعليق الأحداث الرياضية في حال وقوع سلوك عنصري في ولاية ريو دي جانيرو بالبرازيل. كما حصل على جوائز من مجلس النواب ومجلس بلدية ريو دي جانيرو، ووضعت بصماته في ممر المشاهير في الملعب بجوار نجوم برازيليين مثل بيليه، غارينشا، ورونالدو. حصل فينيسيوس على جائزة سقراط في حفل جائزة الكرة الذهبية 2023 تقديرًا لمشروعاته الإنسانية وجهوده في مكافحة العنصرية.

### التعليم للجميع
في عام 2021، أسس فينيسيوس منظمة "معهد فيني جونيور"، وهي منظمة تهدف إلى تسهيل الوصول إلى التعليم للأطفال والمراهقين البرازيليين من الأحياء الفقيرة. في عام 2023، حصل على جائزة سقراط. وفي عام 2024، عينت اليونسكو فينيسيوس سفيرًا للنوايا الحسنة للتعليم للجميع، ليُصبح ثاني لاعب كرة قدم بعد بيليه يتولى هذا الدور كسفير لليونسكو.

## خارج كرة القدم
فينيسيوس كاثوليكي روماني. يُدير مؤسسة خيرية في ريو دي جانيرو تُسمى "معهد فيني جونيور" (بالإسبانية: Instituto Vini Jr) والتي تهدف إلى استخدام التكنولوجيا والرياضة لتعليم الشباب البرازيليين، وللمساهمة في تقليل بعض أوجه عدم المساواة المتعلقة بالتعليم في البلاد.

## الإحصائيات

### النادي
آخر تحديث 1 يوليو 2025.
| النادي       | الموسم   | الدوري                           | الدوري | الدوري  | الكأس  | الكأس   | قاري   | قاري    | أخرى1  | أخرى1   | المجموع | المجموع |
| النادي       | الموسم   | الدرجة                           | الظهور | الأهداف | الظهور | الأهداف | الظهور | الأهداف | الظهور | الأهداف | الظهور  | الأهداف |
| ------------ | -------- | -------------------------------- | ------ | ------- | ------ | ------- | ------ | ------- | ------ | ------- | ------- | ------- |
| فلامنغو      | 2017     | الدوري البرازيلي                 | 25     | 3       | 4      | 0       | 7      | 1       | 1      | 0       | 37      | 4       |
| فلامنغو      | 2018     | الدوري البرازيلي                 | 12     | 4       | 2      | 0       | 5      | 2       | 13     | 4       | 32      | 10      |
| فلامنغو      | المجموع  | المجموع                          | 37     | 7       | 6      | 0       | 12     | 3       | 14     | 4       | 69      | 14      |
| ريال مدريد ب | 2018–19  | الدوري الإسباني الدرجة الثانية ب | 5      | 4       | —      | —       | —      | —       | —      | —       | 5       | 4       |
| ريال مدريد   | 2018–19  | الدوري الإسباني                  | 18     | 2       | 8      | 2       | 4      | 0       | 1      | 0       | 31      | 4       |
| ريال مدريد   | 2019–20  | الدوري الإسباني                  | 29     | 3       | 3      | 1       | 5      | 1       | 1      | 0       | 38      | 5       |
| ريال مدريد   | 2020–21  | الدوري الإسباني                  | 35     | 3       | 1      | 0       | 12     | 3       | 1      | 0       | 49      | 6       |
| ريال مدريد   | 2021–22  | الدوري الإسباني                  | 35     | 17      | 2      | 0       | 13     | 4       | 2      | 1       | 52      | 22      |
| ريال مدريد   | 2022–23  | الدوري الإسباني                  | 33     | 10      | 5      | 3       | 12     | 7       | 5      | 3       | 55      | 23      |
| ريال مدريد   | 2023–24  | الدوري الإسباني                  | 26     | 15      | 1      | 0       | 10     | 6       | 2      | 3       | 39      | 24      |
| ريال مدريد   | 2024–25  | الدوري الإسباني                  | 30     | 11      | 6      | 1       | 12     | 8       | 7      | 2       | 55      | 22      |
| ريال مدريد   | المجموع  | المجموع                          | 206    | 61      | 26     | 7       | 68     | 29      | 17     | 9       | 319     | 106     |
| الإجمالي     | الإجمالي | الإجمالي                         | 248    | 72      | 32     | 7       | 80     | 32      | 31     | 13      | 393     | 124     |

1. ↑   المباريات في كوبا سود أمريكانا
2. ↑  المباريات في الدوري البرازيلي الأول[الإنجليزية]
3. ↑  المباريات في كأس ليبرتادوريس
4. ↑  المباريات في بطولة كاريوكا
5. 1 2 3 4 5 6 7  المباريات في دوري أبطال أوروبا
6. ↑  المباراة في كأس العالم للأندية
7. 1 2 3 4  المباريات في كأس السوبر الإسباني
8. ↑  مباراتين في كأس السوبر الإسباني، ومباراة في كأس السوبر الأوروبي، مباراتين في كأس العالم للأندية وثلاثة أهداف
9. ↑  المباريات في كأس السوبر الأوروبي وكأس العالم للأندية

### المنتخب
آخر تحديث 10 سبتمبر 2024.
| المنتخب الوطني | العام   | الظهور | الأهداف |
| -------------- | ------- | ------ | ------- |
| البرازيل       | 2019    | 1      | 0       |
| البرازيل       | 2021    | 8      | 0       |
| البرازيل       | 2022    | 11     | 2       |
| البرازيل       | 2023    | 6      | 1       |
| البرازيل       | 2024    | 9      | 2       |
| المجموع        | المجموع | 35     | 5       |

قائمة الأهداف والنتائج مع منتخب البرازيل الأول.
| # | التاريخ       | المكان                                 | م  | الخصم          | الهدف | النتيجة | المسابقة               |
| - | ------------- | -------------------------------------- | -- | -------------- | ----- | ------- | ---------------------- |
| 1 | 24 مارس 2022  | ملعب ماراكانا، ريو دي جانيرو، البرازيل | 12 | تشيلي          | 2–0   | 4–0     | تصفيات كأس العالم 2022 |
| 2 | 5 ديسمبر 2022 | استاد 974، الدوحة، قطر                 | 19 | كوريا الجنوبية | 1–0   | 4–1     | كأس العالم 2022        |
| 3 | 17 يونيو 2023 | ملعب كورنيا إل برات، برشلونة، إسبانيا  | 22 | غينيا          | 4–1   | 4–1     | ودية                   |
| 4 | 29 يونيو 2024 | ملعب ماراكانا، ريو دي جانيرو، البرازيل | 32 | باراغواي       | 1–0   | 4–1     | كوبا أمريكا 2024       |
| 5 | 29 يونيو 2024 | ملعب ماراكانا، ريو دي جانيرو، البرازيل | 32 | باراغواي       | 2–0   | 4–1     | كوبا أمريكا 2024       |

## الإنجازات
ريال مدريد
- الدوري الإسباني: 2019–20[148]، 2021–22،[149] 2023–24[150]
- كأس ملك إسبانيا: 2022–23[151]
- كأس السوبر الإسباني: 2019–20[152]، 2021–22،[153] 2023–24[154]
- دوري أبطال أوروبا: 2021–22،[155] 2023–24[156]
- كأس السوبر الأوروبي: 2022،[157] 2024[158]
- كأس العالم للأندية: 2018،[159] 2022[160]
- كأس القارات للأندية: 2024[161]

البرازيل تحت 15 سنة
- كوبا أمريكا تحت 15 سنة: 2015[الإنجليزية][162]

البرازيل تحت 17 سنة
- كوبا أمريكا تحت 17 سنة: 2017[الإنجليزية][163]

الفردية
- جائزة الفيفا لأفضل لاعب: 2024
- أفضل لاعب في كوبا أمريكا تحت 17 سنة: 2017[164]
- أفضل جناح أيسر في كأس ساو باولو للناشئين: 2017[82]
- هداف كوبا أمريكا تحت 17 سنة: 2017 (7 أهداف)
- لاعب الشهر في الدوري الإسباني: نوفمبر 2021،[165] مارس 2024[166]
- تشكيلة العام لدوري أبطال أوروبا: 2021–22،[167] 2022–23[62]
- أفضل لاعب شاب في دوري أبطال أوروبا: 2021–22[168]
- تشكيلة العام للدوري الإسباني: 2021–22،[169] 2022–23،[170] 2023–24[171]
- جائزة الكرة الذهبية لكأس العالم للأندية: 2022[172]
- تشكيلة العام من فيفبرو: 2023[173]، 2024
- جائزة سقراط: 2023[137]
- جائزة أفضل لاعب في دوري أبطال أوروبا: 2023–24.[174]

## وصلات خارجية
- فينيسيوس جونيور على موقع thefinalball.com547737
- فينيسيوس جونيور على موقع الاتحاد الأوربي (الإنجليزية)
- فينيسيوس جونيور على موقع إي إس بي إن إف سي (الإنجليزية)
- فينيسيوس جونيور على موقع قاعدة بيانات كرة القدم.إي يو (الإنجليزية)
- فينيسيوس جونيور على موقع بيانات كرة القدم. دي إي (الألمانية)
- فينيسيوس جونيور على موقع ليكيب (الفرنسية)
- فينيسيوس جونيور على موقع ناشيونال فوتبول تيمز (الإنجليزية)
- فينيسيوس جونيور على موقع Soccerbase.com (لاعب) (الإنجليزية)
- فينيسيوس جونيور على موقع Soccerway.com (الإنجليزية)
- فينيسيوس جونيور على موقع عالم كرة القدم.نت (الإنجليزية)
- فينيسيوس جونيور على موقع كووورة